# بلايزر
بلايزر (بالإنجليزية: Blazor) هو إطار عمل تطويري لبرمجة تطبيقات الويب، يتيح للمطورين استخدام لغة البرمجة سي شارب وتقنيات برمجة دوت نت لبناء تطبيقات تفاعلية وقائمة على هندسة البرمجيات بالمكونات وذلك باستخدام تقنيات ويب معروفة مثل إتش تي إم إل وَسي إس إس.بلايزر يأتي على شكل عدة نسخٍ أساسية مثل ويب أسمبلي بلايزر الذي يسمح للمطورين بتطوير تطبيقات بلايزر تعمل على متصفح العميل باستخدام ويب أسمبلي. هذا يعني أن التطبيق يُنزل إلى متصفح المستخدم ويعمل هناك مما يتيح للمطور البناء والتشغيل بدون الحاجة إلى خادم ويب.أما سيرفر بلايزر فيقوم هذا الإصدار بتشغيل تطبيق بلايزر على الخادم، ويستخدم إشارات (سيقنال آي آر) للتفاعل بين المتصفح والخادم بطريقة فعالة من حيث الوقت.ميزات بلايزر تشمل تطوير تطبيقات الويب باستخدام C# و.NET، إمكانية إعادة استخدام مكونات الواجهة الرسومية، دعم للتفاعل بين المكونات وإرسال البيانات بينها، إمكانية الوصول إلى جميع ميزات البنية التحتية دوت نت، دعم متقدم للجداول والنماذج وأحداث المستخدم، دعم حقن التبعية لإدارة الاعتمادات.بفضل قدرته على العمل مع لغة البرمجة سي شارب ومع إطار العمل دوت نت، يسهل على مطوري تطبيقات الويب السابقين الانتقال إلى بلايزر وبناء تطبيقات ويب تفاعلية مستندة إلى المكونات بسرعة وسهولة.

## تاريخ
في عام 2017، في NDC أوسلو، قدم ستيف ساندرسون، مهندس برمجيات في مايكروسوفت، إطار عمل تجريبي لتطبيقات الويب على الجانب العميل لدوت نت والذي أطلق عليه "بلايزر". شملَ العرض تطبيقًا تفاعليًا يعمل على المتصفح باستخدام ويب أسمبلي، وتجربة تطوير بسيطة في فيجوال ستوديو. أظهر ساندرسون كيفية بناء مكونات تفاعلية باستخدام لغة سي شارب وتركيب راوزر. ثم جُمع التطبيق إلى تجميعات دوت نت التي كانت تعمل على نظام تشغيل دوت نت من مصدر مفتوح خفيف الوزن، يسمى DotNetAnywhere، الذي جُمع إلى ويب أسمبلي.
اسم "بلايزر"، كما شرحه ستيف ساندرسون، هو خليط من كلمتي "متصفح" و "رازور". (من تركيب رازور الذي استُخدِمَ)
قُبلَ بلايزر كمشروع مفتوح المصدر رسميًا من قبل مايكروسوفت، وفي عام 2018، كجزء من دوت نت كور 3.1، أصدِرَ بلايزر سيرفر للعامّة. سمح بتطبيق ويب تفاعلي يعمل بتوجيه الخادم، يُحدث متصفح العميل عبرَ مقابس الويب. بعد ذلك بوقت قصير، أصدِرَ بلايزر ويب أسمبلي. على عكس النموذج التجريبي، استُعمِلَ التشغيل الخاص بدوت نت مونو على ويب أسمبلي. هذا هو نفس التشغيل الذي استُخدِمَ لتطوير تطبيقات الهواتف المحمولة باستخدام .NET MAUI (سابقًا زامارين).
وَضِعَ كود مصدر بلايزر أولاً في مستودعه الخاص على غيتهاب، حتى دُمِجَ في مستودع ASP.NET Core monorepo. صارت عملية التطوير من هناك منذ ذلك الحين.
مع إصدار دوت نت 5، توقفت بلايزر عن العمل على متصفح إنترنت إكسبلورر والإصدار القديم من متصفح مايكروسوفت إيدج.
في عام 2023، معَ صدور دوت نت 8، خضعت بلايزر على الخادم لبعض التغييرات الأساسية لتمكين توليد الصفحات على الجانب الخادم (SSR) التي لم تصبح تفاعلية بشكل جوهري، مما يسمح باستخدام بلايزر كبديل لصفحات MVC Razor. مع هذا التغيير، يمكن للمطورين اختيار ما إذا كان يجب أن يكونَ كل مكون (أو صفحة) تفاعلية، وما إذا كان يجب أن تعمل على الخادم أو على المتصفح باستخدام ويب أسمبلي. يشار إليها بـ "Render modes" التفاعلية.

## روابط خارجية
- الموقع الرسمي
- ASP.NET Core على غيت هاب
- Blazor School - توثيق مجتمع بلايزر.
- Blazor University—توثيق بلايزر من مصدر ثانوي مستقل